# Mistrzostwa Świata w Narciarstwie Alpejskim 1966
19. Mistrzostwa świata w narciarstwie alpejskim – odbywały się od 5 do 14 sierpnia 1966 w Portillo (Chile). Były to nie tylko pierwsze mistrzostwa świata w tej dyscyplinie sportu rozegrane w Chile, ale także pierwsze i jak dotychczas jedyne mistrzostwa rozegrane na południowoamerykańskim kontynencie. W klasyfikacji medalowej zwyciężyła reprezentacja Francji, która zdobyła też najwięcej medali (16, w tym 7 złotych, 7 srebrnych i 2 brązowe).
Bieg zjazdowy kobiet wygrała pierwotnie Erika Schinegger z Austrii. Po badaniach w 1967 roku stwierdzono jednak, że jest ona osobą interpłciową, a w 1988 roku, już jako Erik Schinegger, zwrócił zdobyty medal.

## Wyniki

### Mężczyźni
| Konkurencja             | Data        | Złoto             | Wynik   | Srebro          | Wynik   | Brąz           | Wynik   |
| Zjazd szczegóły         | 7 sierpnia  | Jean-Claude Killy | 1:34,40 | Léo Lacroix     | 1:34,80 | Franz Vogler   | 1:35,16 |
| Slalom gigant szczegóły | 9 sierpnia  | Guy Périllat      | 3:19,42 | Georges Mauduit | 3:19,93 | Karl Schranz   | 3:20,40 |
| Slalom szczegóły        | 14 sierpnia | Carlo Senoner     | 1:41,56 | Guy Périllat    | 1:42,25 | Louis Jauffret | 1:42,58 |
| Kombinacja szczegóły    | 14 sierpnia | Jean-Claude Killy | 20,92   | Léo Lacroix     | 42,13   | Ludwig Leitner | 54,95   |

### Kobiety
| Konkurencja             | Data        | Złoto              | Wynik   | Srebro             | Wynik   | Brąz             | Wynik   |
| Slalom szczegóły        | 5 sierpnia  | Annie Famose       | 1:45,6  | Marielle Goitschel | 1:47,0  | Penny McCoy      | 1:47,4  |
| Zjazd szczegóły         | 8 sierpnia  | Marielle Goitschel | 1:33,42 | Annie Famose       | 1:34,36 | Burgl Färbinger  | 1:34,38 |
| Slalom gigant szczegóły | 11 sierpnia | Marielle Goitschel | 1:22,64 | Heidi Zimmermann   | 1:23,81 | Florence Steurer | 1:24,94 |
| Kombinacja szczegóły    | 11 sierpnia | Marielle Goitschel | 8,76    | Annie Famose       | 35,16   | Heidi Zimmermann | 62,91   |

## Tabela medalowa
| Lp. | Państwo           | złoto | srebro | brąz | razem |
| --- | ----------------- | ----- | ------ | ---- | ----- |
| 1   | Francja           | 7     | 7      | 2    | 16    |
| 2   | Włochy            | 1     | -      | -    | 1     |
| 3   | Austria           | -     | 1      | 2    | 3     |
| 4   | RFN               | -     | -      | 3    | 3     |
| 5   | Stany Zjednoczone | -     | -      | 1    | 1     |